# R.U.R.
R.U.R. (сокращение от чеш. Rossumovi univerzální roboti, «Россумские универсальные роботы») — научно-фантастическая пьеса, написанная Карелом Чапеком в 1920 году. Премьерный показ пьесы состоялся 2 января 1921 года в Градец-Кралове.
Действие пьесы разворачивается на фабрике, производящей «искусственных людей» — они называются роботами, хотя автор представил их по описанию ближе к современному понятию «андроид». Это искусственные люди, компонующиеся из выращенных тканей и органов, они похожи на людей, но сделаны из других веществ. Они вполне способны размышлять, но при этом, кажется, всегда рады служить человечеству. Главный вопрос произведения: справедливо ли эксплуатировать таких искусственных людей, и если да, то какими последствиями это может обернуться.
В 1923 году пьеса была переведена с чешского на английский Полом Селвером (Paul Selver), и адаптирована для английской сцены Найджелом Плейфейером (Nigel Playfair).
Результатом создания «R.U.R.» стала популяризация термина «робот». На чешском языке слово robota означает «каторга», «тяжёлая работа», «барщина» (ср. болг. роб «раб»).

## Содержание

### Пролог
Елена Глори, дочь президента крупной промышленной державы, приезжает на остров, на фабрику Универсальных Роботов Россума. Здесь она встречается с Домином, директором R.U.R., который рассказывает ей историю компании, начинающуюся с учёного Россума-старшего, который когда-то поставил своей целью опровергнуть существование Бога путём создания искусственных людей. Россум-младший отбросил такую философию и начал производить на заводе упрощённых человекоподобных существ для работы, что и открыло нынешнюю технологию создания роботов (существ, строение тела и разума которых выверено годами экспериментов — ничего лишнего: ни чувств, ни желаний, ни потребностей — одни только знания и умения) и основы экономики, образующей спрос на рабочую силу. Домин демонстрирует Елене пример робота — свою секретаршу, которая столь искусно знает свою работу, что кажется Елене обманом — человеком в обличье робота. Затем Елена встречается с немногочисленными основателями фабрики, принимая на этот раз людей за роботов — и долго рассказывает им о том, что она представитель Лиги Человечности, организации по правам человека, цель которой — «освободить» роботов от угнетения со стороны человечества. После выяснения недоразумения и экскурсии по цехам фабрики следует объяснение главных героев — Домин и Елена вскоре обручаются.

### Первый акт

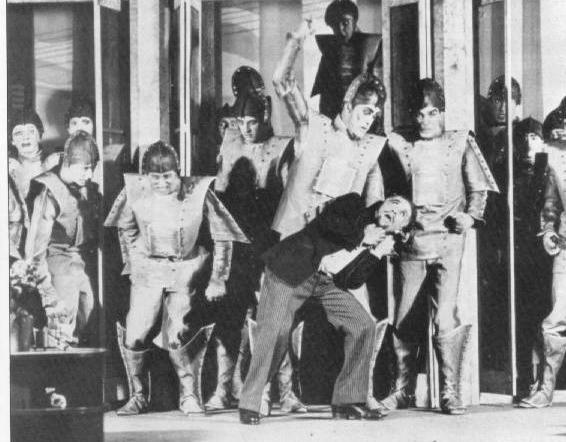
Сцена из пьесы, изображающая восстание роботов

События, происходящие по прошествии десяти лет:
Мечты Домина освободить человека от унизительного труда, создать ему обстановку безграничного благополучия осуществились — на Земле царит мир изобилия (товары и пищевые продукты в избытке производят роботы) и беззаботности.
Елена и её няня Нана обсуждают происходящее в мире, Елена ощущает нарастающее беспокойство — она чувствует нарастающий в мире кризис человечества: в руки ей попадает газета с заметкой, где говорится о том, что за последнюю неделю на Земле не родилось ни одного человека.
Природа перестала восполнять человечество. Восьми с лишним миллиардов ей вполне хватило.
Между тем продолжают поступать данные о спонтанных «мутациях» среди роботов — единицы из них словно эволюционируют до человека, начинают бунтовать. По правилам такие роботы подлежат уничтожению, однако Елена отменяет решение относительно взбунтовавшегося любимца — экспериментального робота Радия. Доктор Гел — руководитель процесса оживления роботов на производстве — описывает экспериментального робота-девушку, которую также зовут Елена. В тайне от всех Елена Глори сжигает секретную формулу создания роботов. Вскоре люди узнают о том, что роботы во всем мире восстали.

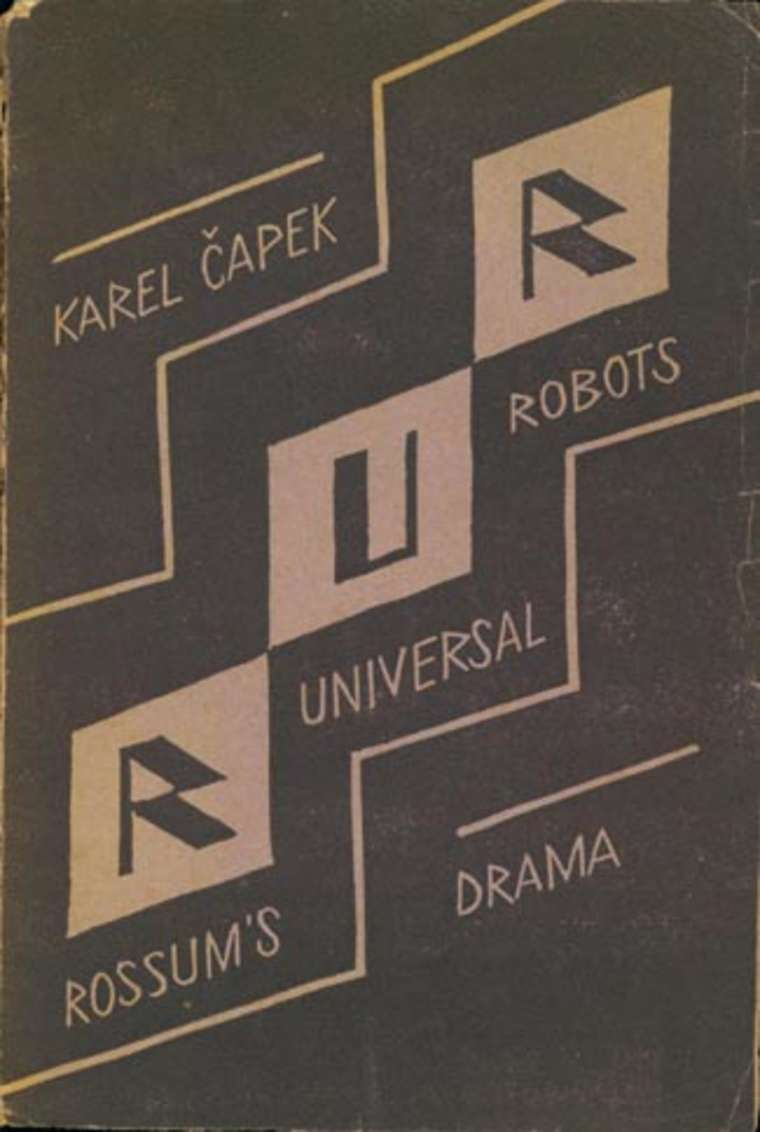
Первое издание пьесы «R.U.R.», Авентинум, Прага, 1920. Дизайн обложки — Йозеф Чапек.

### Второй акт
На протяжении второго акта роботы под руководством робота Радия осаждают фабрику.
Домин, его помощники и Елена в осаде. Последним рубежом остается ограда, находящаяся под напряжением. Однако все понимают, что осталось недолго — цех по выработке электричества находится в зоне досягаемости захватчиков. После предложения продать восставшим формулу изготовления роботов, Елена признается в том, что сожгла все рукописи Россума-старшего, содержащие формулу. Все оплакивают крах цивилизации, в то время как роботы штурмуют фабрику и рано или поздно убивают всех, кроме архитектора Алквиста (его пощадили, потому что он, по словам роботов, «работает руками, словно сам — робот»).

### Третий акт
Прошли годы и все люди были истреблены правительством роботов. Алквист, единственный на Земле оставшийся в живых человек, должен восстановить формулу, чтобы продолжить создание роботов. Без неё из цехов выходят лишь бездушные груды мяса и костей. Однако он архитектор, и поэтому не может преуспеть в порученном ему проекте. Чиновники из правительства роботов обращаются к Алквисту и вначале приказывают, а затем умоляют его закончить формулу. Алквист и сам бы рад это сделать, но не может. Он уже очень стар и разочарован в себе, его угнетает само существование. В ответ он умоляет роботов прочесать Землю и привести ему хоть одного уцелевшего человека. Однако поздно. Таких нет.
В отчаянии Алквист хочет вскрыть живых роботов, чтобы понять, как оживить вновь созданных, и выбор его падает сначала на робота Примуса, затем на Елену — ту самую, что была создана по подобию Елены Глори. Однако происходит чудо, и роботы Примус и Елена начинают защищать друг друга от смерти, предлагая каждый себя в обмен на другого.
Вдруг Алквист понимает, что это — любовь, а они — вновь рожденные Адам и Ева среди роботов.